# Lysimelia phineusalis
Lysimelia phineusalis är en fjärilsart som beskrevs av Walker 1859. Lysimelia phineusalis ingår i släktet Lysimelia och familjen nattflyn. Inga underarter finns listade i Catalogue of Life.